# SV Schmölln 1913
SV Schmölln 1913 is een Duitse voetbalclub uit Schmölln, Thüringen.

## Geschiedenis
De club werd op 13 mei 1913 opgericht. De club was aangesloten bij de Midden-Duitse voetbalbond en speelde in de competitie van Osterland. In 1927 promoveerde de club naar de hoogste klasse. De club werd meteen laatste maar werd gered door degradatie omdat de competitie van zeven naar tien clubs ging. In 1928/29 werd de club zesde, maar de volgende seizoenen eindigde de club net boven de degradatiezone.
In 1933 werd de club laatste. Na dit seizoen werd de competitie geherstructureerd. De Midden-Duitse bond werd ontbonden en de vele competities werden vervangen door de Gauliga Mitte en Gauliga Sachsen. De clubs uit Osterland werden te licht bevonden voor de Gauliga Mitte en slechts twee clubs plaatsten zich voor de Bezirksklasse Thüringen. Schmölln bleef in de Osterlandse competitie spelen, die nu als Kreisklasse de derde klasse vormde. De club slaagde er niet meer in te promoveren.
Na de Tweede Wereldoorlog veranderde de club verschillende keren van naam zoals alle Oost-Duitse voetbalclubs. Tot begin jaren zestig speelde de club in de Bezirksliga Leipzig. Daarna speelde de club tot 1972 in de Kreisliga Leipzig en vanaf 1972 tot 1991 weer in de Bezirksliga Leipzig.
Na de Duitse hereniging werd in 1990 opnieuw de historische naam aangenomen.